# CHE.R.RY
〈CHE.R.RY〉(체리)는 일본 가수 YUI의 여덟 번째 싱글이다. 2007년 3월 7일에 스튜디오세븐 레코딩에서 발매되었다.

## 곡 목록
1. CHE.R.RY
2. Driving Today
3. Rolling Star ~Yui Acoustic Version~
4. CHE.R.RY ~Instrumental~

## 차트 기록
오리콘 싱글 차트
| 차트                  | 최고 순위 | 총 판매량 | 차트 기간 |
| --------------------- | --------- | --------- | --------- |
| 오리콘 일일 싱글 차트 | 2위       |           |           |
| 오리콘 주간 싱글 차트 | 2위       | 169,277   | 19주      |
| 오리콘 월간 싱글 차트 | 5위       | 161,489   | 2개월     |